# Ерих Фром
Ерих Зелигман Фром (на немски: Erich Seligmann Fromm) е германски психоаналитик, философ и социален психолог от еврейски произход, който изследва интеракциите между психология и общество. Той е ученик на Фройд и името му се свързва с известната Франкфуртска школа на критичните мислители. 
Известен с популярните си книги за човешката природа, етиката, любовта, Фром допълнително пише книги за Карл Маркс, опитвайки се да опише неговите социални перцепции за човека и неговата природа в икономическите му трактати . 
Ерих Фром напуска Нацистка Германия през 1933 и от 1940 е гражданин на Съединените щати . 

## Биография
Роден е на 23 март 1900 година във Франкфурт на Майн, Германия, в строго религиозно еврейско семейство. Баща му Нафтали Фром е търговец на вино, а майка му Роса Краусе произхожда от род на равини. През 1918 г. става студент по право в университета на Франкфурт на Майн и изкарва два семестъра, след което се прехвърля да учи социология в университета в Хайделберг под ръководството на Алфред Вебер (брат на Макс Вебер), Карл Ясперс и Хайнрих Рикерт. През 1922 г. Фром защитава докторат по социология на тема „Юдейския закон“ и завършва психоаналитичната си подготовка през 1933 в Психоаналитичния институт в Берлин. Негови аналитици там са Ханс Закс и Теодор Райк, а по-късно във Франкфурт и Карл Ландауер. В същата тази година започва своята клинична практика и е нает на работа във Франкфуртския институт за социални изследвания. След като нацистите идват на власт, на Фром като евреин му се налага да напусне Германия. Първоначално се премества да живее в Женева, а през 1934 г. в Ню Йорк, където започва да работи в Колумбийския университет. След като го напуска, през 1943 г. спомага за създаването на подразделение в Ню Йорк на Вашингтонското училище по психиатрия. През 1945 г. заедно с Уилям Алансън Уайт основава Института по психиатрия, психоанализа и психология.
През 1950 г. Ерих Фром се мести в град Мексико и става професор в Националния автономен университет на Мексико (на испански: Universidad Nacional Autónoma de México) (UNAM). Създава психоаналитична секция в медицинското училище там. Докато пребивава там прави социопсихологическо изследване на социалния характер на мексиканския селянин чрез използването на факторен анализ за обобщаване на резултатите, а изследването е публикувано под заглавието „Социалният характер в мексиканското село“. Преподава в университета до пенсионирането си през 1965 г. Междувременно от 1957 г. до 1961 г. води лекции като професор по психология в Мичиганския щатски университет, а след 1962 г. като временен професор по психология в магистърски курс по изкуства и наука в Нюйоркския университет. През 1974 се премества да живее в Муралто (Швейцария). Умира в дома си през 1980 г., пет дни преди 80-ия си рожден ден. Като цяло Фром продължава клиничната си практика и публикува редица книги. ФБР натрупва за него данни в размер на 600 страници като водеща фигура на поколение, настояващо за социална промяна.

## Психологическа теория
В изследването на същността на човешката природа, Фром се занимава с разнообразни теми. Събира няколко хуманистични подхода, за да я определи, като: същностна, динамична и диалектична. Същественото в човека е неговата способност да действа свободно и да разбира любовта като обективно единство.
Започвайки от своята първа творческа работа – „Бягство от свободата“ (на британски английски позната като „Страх от свободата“), публикувана за първи път през 1941 г., трудовете на Фром са забележителни със своите социални и политически коментари, както и със своите философски и психологически опори. Тезата на Фром за „бягство от свободата“ е резюмирана в следния пасаж: „Индивидуализираният човек“, споменат от него, е човек, свързан с „първични връзки“ на принадлежност (природата, семейство и така нататък), също изразено като „свобода“ от:
| „ | Има една възможност, продуктивно решение за взаимоотношения на индивидуализирания човек със света: неговата активна солидарност с всички хора и неговата спонтанна активност, любов и работа, които го обединяват отново със света, но с първични връзки, като свободен и независим индивид... Обаче, ако икономическите, социалните и политически условия... не предлагат основа за реализацията на индивидуалността в смисъла, в който беше спомената, докато по същото време хората губят връзките си, които им дават сигурност, това изоставане от руслото на живота прави свободата непоносим товар. Тя тогава става идентична със съмнение, с начин на живот, в който липсват значение и направление. Тогава възникват могъщи тенденции за бягство от този вид свобода в подчинение или някакъв вид взаимоотношение с хората и света, което обещава облекчаване на несигурността, дори и ако това лишава индивида от свободата му. | “ |

Неговата втора творческа работа – „Човекът за самия себе си – проучване на психологията на етиката“, публикувана за първи път през 1947 г., е продължение на „Бягство от свободата“. Взети заедно тези две книги очертават теорията на Фром за човешкия характер, които са следствие от теорията му за човешката природа. Той не приема идеята за обвързването на характера с либидото, тоест със сексуалната енергия. В писмо от 1 юни 1936 г. той пише: „Изглежда ми, че задачата се състои в разбирането на структурите на характера и инстинктите като резултат от адаптацията към дадени социални условия, а не като продукт на ерогенните зони."  Ерих Фром дава следното определение за характер: „Характерът в динамичния смисъл на думата на аналитичната психология е специфична форма, в която човешката енергия намира израз, посредством динамична адаптация на човешките потребности към конкретен начин на живот на дадено общество.„
Една от най-популярните книги на Фром е „Изкуството да обичаш“, международен бестселър, за първи път публикуван през 1956, който прави резюме и добавка към теоретичните принципи на човешката природа, базиращи се на книгите „Бягство от свободата“, „Човекът за самия себе си“, принципи, които са ревизирани в много от творбите му.
Една от централните теми в трудовете на Фром („Догмата за Христос“, „Ще бъдете като богове“, „Психоанализа и религия“ и др.) е религията и неговата интерпретация на Талмуда, който той започва да изучава като младеж под ръководството на равин Хоровиц и по-късно под ръководството на равин Салман Барух Рабинков. Той работи върху предстоящия си докторат по социология в Университета в Хайделберг под ръководството на Нехемия Нобел и Лудвиг Краузе. Дядото на Фром и двама прадядовци от рода на баща му били равини, а чичо от рода на майка му е бил виден Талмудистки учен. През 1926 г. Фром се отвръща от ортодоксалния юдаизъм и приема светски интерпретации на библейските идеали.
Крайъгълният камък на Фромовата хуманистична философия е неговата интерпретация на библейската история за изгонването на Адам и Ева от Райската градина. Опирайки на своето познание на Талмуда, Фром е отбелязва, че способността да се различава доброто и злото обикновено се разглежда като добродетел. Библейските учени обикновено са разглеждали Адам и Ева като съгрешили поради неподчинението си на Бог и са яли от Дървото на Познанието. Обаче, избягвайки от традиционната религиозна ортодоксалност, Фром възвеличава добродетелта на хората, предприели независими действия и използвали разума си, по-скоро за да установят сами моралните ценности, отколкото да се придържат към авторитарни морални ценности.
Зад обикновеното осъждане на авторитарната ценностна система Фром използва историята за Адам и Ева като алегорично обяснение на човешката биологична еволюция и екзистенциална тревога, поддържайки тезата, че когато Адам и Ева са яли от дървото на познанието, те са осъзнали себе си като отделни от природата, бидейки преди това част от нея. Това е, защото са се почувствали голи и засрамени: „Те се превърнали в човешки същества, осъзнаващи себе си, своята собствена смъртност и своята слабост пред силите на природата и обществото и че няма повече да се обединят с вселената, както когато са били инстинктивни, прачовеци, съществували като животни“. Според Фром осъзнаването на разногласието в човешкото съществуване е източникът на всичката вина и срам, и решението на тази екзистенциална дихотомия е развитието на уникалните човешки сили на любов и разум. Фром обаче, създава толкова различна концепция за любовта в сравнение с популярните разбирания, че неговите идеи за тази концепция фактически са били парадоксални.
Фром разглежда любовта повече като вътрешен съзидателен капацитет, отколкото като емоция и е разграничил този съзидателен капацитет от това, което разглежда като различни форми на нарцистични неврози и садо-мазохистични тенденции, които обикновено са доказателство за „истинска любов“.
Действително Фром разглежда преживяването „влюбване“ като доказателство за провала в разбирането на истинската природа на любовта, в която той вярва, че винаги има общи елементи като загриженост, отговорност, уважение и знание. Опирайки се на своето знание за Талмуда, Фром отбелязва историята на Йона, който не искал да спаси жителите на Ниневия от последствията на техния грях, демонстрирайки своята вяра, че качествата загриженост и отговорност тотално липсват в повечето човешки взаимоотношения. Фром също отстоява, че твърде малко хора в модерното общество имат уважение към автономията на своя партньор; много по-малко от знанието, от което другите хора наистина се нуждаят и очакват.
Думата „биофилия“ е често използвана от Фром като обяснение на продуктивната психологическа ориентация и състояние на живот. Например в своята книга „Да бъдеш човек“, Фром пише своето известно хуманистично кредо (Виж препратката към Уикицитат):
| „ | Вярвам, че избралият прогреса човек може да намери ново единение чрез пълното развитие на всички свои човешки сили, които се създават в три направления. Те могат да се проявяват поотделно или заедно: в биофилия, в любов към човечеството и природата, в независимост и свобода. | “ |

Концепцията за биофилия е използвана от него като противоположна на думата некрофилия, докато някои други учени я определят като противоположна на думата „биофобия“.

### Природата на човека
Темата за природата на човека при Ерих Фром може да забележим като присъстваща в повечето негови книги, но особено в Концепцията на Маркс за човека. 

#### Екзистенциалните потребности на човека
Ерих Фром постулира пет основни екзистенциални потребности на човека:
- Единство – раздвоението на човека го кара да търси единството в себе си и с външния природен и човешки свят. И тук има няколко начина да постигне това: | „ | Човекът може да упои своето съзнание, като предизвика състояние на транс или екстаз, опосредствани от такива средства като дрога, сексуални оргии, гладуване, танцуване и други обреди, с които изобилстват разните култове. Той може да се идентифицира с животно, за да добие отново изгубената хармония… Единството може да бъде установено и чрез подчиняването на всичките енергии на една всепоглъщаща наклонност като наклонността към унищожение, власт, слава или собственост. | “ |

- Възбуждане и стимулиране – човек трябва да бъде стимулиран и то не по еднообразен начин, както казва Фром, а чрез стимули, които са живи. Той дава добър пример с топката, където детето постоянно е стимулирано от търкалянето на топката, защото неговото възприемане на реалността е непосредствено и неизкривено, докато за възрастния това си е просто търкаляща се топка, но той не я вижда във всичките ѝ аспекти, а само във физическия ѝ аспект като топка, която се търкаля по пода. Точно тук и Фром критикува еднообразните стимули, които предлага и нашата цивилизация и които водят до хронична скука. При възбуждането човек трябва да се почувства жив, неговите интереси и внимание трябва да бъдат привлечени, той да се намира в постоянна връзка със света и да му откликва.[11]

- Вкорененост – Фром казва, че всеки човек, чувствайки своята отделеност, има нужда да намери нови връзки с ближните си: „Без здрави емоционални връзки със света той би страдал от пълна самотност и изгубеност."[10] Отговорите на тази потребност могат да бъдат в това „да ги обича, което изисква наличието на независимост и продуктивност или – ако чувството му за свобода не е развито – може да се отнася към другите чрез симбиоза, т.е. като става част от тях или като ги прави част от себе си."[10] (Садизъм и мазохизъм).

- Ефективност – човек желае да промени нещо в този несигурен свят, тоест трябва да бъде ефективен. Да му въздейства, той не може да стои на едно място. Това може да стане чрез деструктивността и садизма или чрез развитието на своите човешки сили, тоест да даряваш любов. Фром казва по този въпрос: | „ | Ако се чувства съвсем пасивен (човекът) – като прост обект, би му липсвало чувството, че е способен да направи нещо, да раздвижи някого, „да остави следа“... Да бъдеш способен да извършиш нещо е потвърждение, че не си безсилен, а че си живо, действащо човешко същество. Да бъдеш способен да осъществяваш означава да бъдеш действен, а не само да бъдеш засегнат; да бъдеш активен, а не само пасивен. Накратко това е доказателството, че някой е. Принципът може да бъде формулиран така: аз съм, защото правя. | “ |

- Рамка за ориентация и преданост – всеки човек трябва да си създаде представа за света, за да се ориентира в него, трябва да има и обект на преданост, върху който да насочи цялата си енергия и стремежи. Такива обекти могат да бъдат деструктивността, садизмът, любовта, живота, Бог и други: | „ | Човекът се нуждае от карта на природния и обществен свят, без която би бил объркан и неспособен да действа целенасочено и последователно. Не би имал никакъв начин да се ориентира и да си намери постоянна точка, която да му позволи да организира всичките впечатления, които се струпват върху него. Дали вярва във вълшебствата и магиите като крайни обяснения на всички събития, или в духа на своите прадеди, като насочващи неговия живот и съдба, или във всемогъщия бог, който ще го накаже или награди, или в мощта на науката да даде отговор на всички човешки проблеми – от гледна точка на неговата нужда от рамка за ориентация това няма никакво значение. Дори ако картата е погрешна, тя изпълнява своето психологическо предназначение. Но картата никога не е съвсем погрешна, нито някога е била съвсем точна… Картата обаче не е достатъчна като пътеводител за действие; човекът се нуждае и от цел, която да му казва накъде да върви… човекът е лишен от детерминирането на инстинктите и имащ мозък, който му позволява да мисли за много посоки, в които може да отиде, се нуждае от обект за засвидетелстване на цялата си преданост. Обектите на преклонението често се менят. Той може да бъде предан на идола, който изисква от него да убива своите деца, или на идеала, който го кара да защитава децата; може да бъде предан на растежа на живота или на неговото унищожаване. | “ |

### Пет ориентации
Фром също говори за „ориентация на характера“ в своята книга „Човекът за самия себе си“, където описва начините на индивида за съотнасяне със света и определя неговия основен характер, който се развива от два специфични вида свързаност със света: придобиване и асимилиране на нещата („асимилация“) и реагиране на хората („социализация“). Фром разглежда тези характерови системи като човешки заместител на инстинктите при животните. Тези ориентации описват как човекът може да се развие, в зависимост от начина, по който отговаря на конфликтите в живота си; той също казва, че няма хора само с една чиста ориентация.
Тези два фактора формират четири типа непродуктивни характера, които се наричат Рецептивен, Експлоататорски, Скъпернически и Пазарен. Следват таблици на положителните и отрицателните страни на всеки един от непродуктивните характери, взети от книгата „Човекът за самия себе си“:
| Положителна страна | Отрицателна страна |
| ------------------ | ------------------ |
| активен            | експлоатиращ       |
| инициативен        | агресивен          |
| взискателен        | егоцентричен       |
| горд               | суетен             |
| импулсивен         | прибързан          |
| самоуверен         | надменен           |
| пленителен         | съблазняващ        |

| Положителна страна | Отрицателна страна   |
| ------------------ | -------------------- |
| практичен          | лишен от въображение |
| икономичен         | стиснат              |
| загрижен           | подозрителен         |
| сдържан            | студен               |
| търпелив           | апатичен             |
| предвидлив         | неспокоен            |
| устойчив, упорит   | инатлив              |
| невъзмутим         | ленив                |
| уравновесен        | инертен              |
| точен              | педантичен           |
| методичен          | вманиачаващ се       |
| верен              | робски предан        |

| Положителна страна  | Отрицателна страна          |
| ------------------- | --------------------------- |
| получаващ           | пасивен, неинициативен      |
| отговорен           | нямащ собствено мнение      |
| предан              | склонен към покорство       |
| скромен             | нямащ чувство за гордост    |
| обаятелен           | паразитиращ                 |
| приспособим         | безпринципен                |
| обществено пригоден | раболепен, без самочувствие |
| идеалистичен        | нереалистичен               |
| чувствителен        | малодушен                   |
| вежлив, учтив       | безгръбначен                |
| оптимистичен        | самозаблуждаващ се          |
| доверчив            | лековерен                   |
| деликатен, фин      | сантиментален               |

| Положителна страна     | Отрицателна страна          |
| ---------------------- | --------------------------- |
| целенасочен            | приспособенец               |
| способен да се променя | непоследователен            |
| с младежки дух         | вдетиняващ се               |
| далновиден             | без минало или бъдеще       |
| непредубеден           | безпринципен, аморален      |
| общителен              | неспособен да остава сам    |
| експериментиращ        | лишен от целенасоченост     |
| недогматичен           | „слънчоглед“, „въртиопашка“ |
| предприемчив           | свръхактивен                |
| любознателен           | нетактичен                  |
| умен                   | прекалено умуващ            |
| приспособим            | безличен                    |
| търпим                 | безразличен                 |
| остроумен              | простоват                   |
| щедър                  | разточителен                |

Ерих Фром също описва позитивен характер, който нарича Продуктивен. Той смята, че продуктивният характер е едно от нещата, върху които създателят на психоанализата Зигмунд Фройд не се е съсредоточил, макар да дава добро описание на другите видове (невротични видове) характери. Описва продуктивния характер по следния начин: 
| „ | Продуктивната ориентация на личността е нейното фундаментално свойство, а именно, това е начинът, по който тя се отнася към света във всички сфери на своята дейност. Тя обхваща душевните, емоционалните и сетивните реакции към другите хора, към себе си и към предметите. Продуктивността е способността на човека да прилага своите сили, като осъществява заложените в него възможности. Когато казваме, че той трябва да използва своите сили, то имаме предвид, че той трябва да бъде свободен, да не зависи от никого, никой да не контролира неговите сили. Продуктивността означава, че човекът се самовъзприема като въплъщение на своите сили и при това като „деятел“, т.е. той чувства себе си като единно цяло със своите сили (с други думи, той е онова, което са неговите сили) и в същото време, те не го скриват като маски и не отчуждават от него пак като маски. | “ |

### Социален характер
Понятието „социален характер“ е въведено от Ерих Фром, за да означи наличието не само на индивидуални характери, а и на обществени характери. Фром характеризира социалния характер като: „…съществено ядро на структурата на характера на мнозинството от групата, формирал се в резултат на общите за тази група основни дейности и начин на живот“. В едно общество може да има няколко социални характера, ако има ясно изразена класова структура, а ако няма, то най-вероятно социалният характер би бил един. Особеното е, че даден индивидуален характер може да бъде социален: 
| „ | Буржоазната класа от деветнадесети век трябваше да развие един анален характер, който се предопределяше от желанието да се спестява и натрупва, а не да се харчи. През двадесети век същата класа разви един характер, който сведе спестяването само до една мъничка добродетел, ако не и порок, като го сравняваме с отличителната черта на съвременния характер да харчи и консумира. Това развитие е обусловено от фундаментални икономически нужди: в периода на първоначалното натрупване на капитала спестяването беше необходимо; в периода на масовото производство вместо спестяването от най-голяма икономическа важност беше харченето.“ Социалният характер интернализира външните потребности, ориентирайки хората към задачите, изисквани от социоикономическата система. | “ |

Фром развива своята концепция за социалния характер след като открива празнина в класическата схема на Карл Маркс за икономическа база-надстройка. Според него Маркс и Енгелс така и не са открили как икономическата база въздейства конкретно и се превръща в надстройка (идеология). Това е възможно благодарение на посредническата роля на социалния характер,  чийто функция е да „моделира енергията на членовете на обществото така, че при избора на своя начин на поведение да не им се налага съзнателно да вземат решение, дали да следват социалния образец, или не, а да им се иска да действат така, както са длъжни да действат и в същото време да намират удовлетворение, действайки в съответствие с изискванията на дадената култура“. Още през 30-те години, когато Фром е част от Института за социално изследване, той разработва въпросник, който се разпраща на хиляди работници и в който се цели да се установи тяхната реална политическа ориентация (несъзнателната им ориентация към дадена идеология, която е подхранена от характера им, а не от съзнателното им мнение), а не публично афишираната от тях ориентация (обикновено комунистическа) с цел да се проучи колко от тях биха гласували за Адолф Хитлер. Резултатите от това изследване, не са публикувани до 80-те години поради преместването на института от Германия в САЩ и поради несъгласията между Фром и другите водещи лица по проекта Теодор Адорно и Макс Хоркхаймер, което води до напускането от страна на Фром на Института през 1938 г. Резултатите показват, че 15 % от работниците, които имат съзнателно изразена социалдемократическа или комунистическа идеология, биха се противопоставили на идването на власт на Хитлер. От останалите 20 % са скрити нацисти (тоест с авторитарен характер и биха последвали Хитлер) и 80 % нямат дълбока емоционална загриженост, а само мнение, че са от дадени партия. 
Фром заедно с Майкъл Макоби провежда изследване, което цели да идентифицира различните социални характери в едно мексиканско село. В това изследване, публикувано под името „Социалният характер в мексиканско село“, те изследват с интерпретативен въпросник 406 души (95 % от всички възрастни), 200 мъже и 206 жени. Резултатите показват наличието на три социални характера – непродуктивно рецептивен, продуктивно-скъпернически и експлоататорски характер, който от своя страна се дели на непродуктивно експлоататорски и продуктивно експлоататорски характер. Като най-приспособен за живота в селото изследователите определят продуктивно-скъпернически характер, а като новопоявил се характер е продуктивно-експлоататорския характер. Като най-неприспособим е определен непродуктивно-рецептивния характер. Много от селяните с този характер страдат от алкохолизъм, продават земята си на безценица или я отдават под наем на селяните с продуктивно-експлоататорски характер, а с парите от наема се напиват. Според Фром и Макоби това им поведение се корени в социалните условия в Мексико, на завладяването на територията от страна на испанците и на развиването на един подчиняем, мазохистичен характер. След Мексиканската революция и разпадането на системата на хасиендите много от безимотните селяни, които са работили за един господар (собственика на хасиендата) получават земя, но не знаят какво да правят с нея, защото техния характер е приспособен за живот, който е тотално различен в социално и икономическо отношение. Много от селяните с непродуктивно-рецептивен характер са наследници на тези работници от хасиендите.

### Влияние на Фром върху други бележити психолози
Четирите непродуктивни ориентации на Фром са били обект на валидизация чрез психометрични тестове „The Person Relatedness Test“ от Елиъс Портър в сътрудничество с Карл Роджърс между 1953 и 1955. Тези ориентации също служат за основа и на теста „LIFO“ за първи път публикуван през 1967 от Стюарт Аткинс, Алън Кетчър и Елиъс Портър.

## Критика към Фройд
Фром проучва живота и работата на Зигмунд Фройд и установява несъответствие между ранната и по-късната Фройдова теория: а именно тази преди Първата световна война. Фройд описва човешките инстинкти като напрежение и потискане, но след заключенията от войната, той пригодява човешките инстинкти като борба между биологично-универсалните инстинкти за Живот и Смърт (Ерос и Танатос). Фром критикува Фройд и последователите му в непризнаването на противоречието между двете теории.
Той още критикува дуалистичното мислене на Фройд. Според него, Фройдовото описание на човешкото съзнание като борба между два полюса е тясна и ограничена. Фром също го разглежда като човек, който е „превърнал любовта в обект на научно изследване и така я задушил (собствената си)“. Въпреки тази критика, Фром изразява голямото си уважение към Фройд и неговите постижения.

Фром критикува израждането на психоаналитичното общество, поради това, че първо то е било една организация, която по своята същност е изцяло неполитическа, но с годините започва да се превръща в полуполитическа, а нейните членове в бюрократи, които са с претенцията, че притежават най-истинското знание. Той казва по този въпрос следното: 
| „ | Господството на конформистки настроените ученици на Фройд се дължеше частично и на една специфична черта на неговата индивидуалност... Той беше учен, но въпреки своето уважение към теорията той никога не изпускаше от погледа си „движението“ и неговата политика. Повечето от онези, които той направи лидери на движението, бяха хора без никаква способност за радикално критическо мислене... всъщност, много от тях притежаваха чертите на бюрократи от което и да е политическо движение. Тъй като движението контролираше и теорията, и терапевтичната практика, този избор на такива лидери по необходимост щеше да има значително влияние върху развитието на психоанализата. | “ |

## Политически идеи и дейност
Кулминацията на социалната и политическа философия на Фром е неговата книга „Душевно здравото общество“, публикувана през 1955, която ратува за хуманистичния и демократичен социализъм. Построявайки идеите си първоначално над ранните работи на Маркс, Фром е издирил повторното връщане към идеала на личната независимост, липсваща при повечето съветски марксисти и по-често срещана в писанията на либералните социалисти и либералните теоретици. Идеята на Фром за социализма отхвърля и Западния капитализъм и Съветския комунизъм, които той вижда като дехуманизиращи и бюрократичните социални структури, които водят до универсалния модерен феномен на отчуждението. Той е един от основателите на социалистическия хуманизъм, също и един от основателите на социалния хуманизъм, подкрепяйки ранните писания на Маркс и неговите хуманистични съобщения към публиката в САЩ и Западна Европа. В началото на 60-те, Фром публикува две книги имащи отношение към Марксисткото мислене („Концепцията на Маркс за човека“ и „Отвъд веригите на илюзиите: моята среща с Маркс и Фройд“). През 1965, работейки, за да стимулира Западното и Източното сътрудничество между Марксистките хуманисти, Фром публикува серия от статии озаглавени „Социален хуманизъм: Международен Симпозиум“.
За кратък период от време, Фром е бил също активен и в американската политика. Той се присъединява към Социалистическата партия на Америка в средата на 50-те и прави най-доброто, за да подпомогне една алтернативна гледна точка пред преобладаващия по това време Макартизъм. Алтернативната гледна точка е най-добре изразена в неговата книга „Възможно ли е царството на човека?“ – изследване на събитията и измислиците на външната политика. Като съосновател на SANE, най-силните политически интереси на Фром са били международното движение за мир, борейки се срещу надпреварата в ядреното въоръжаване и американското забъркване във Виетнамската война. След подкрепата тогава на Сенатор Юджийн Макарти, който губи президентски избори, Фром се оттегля повече или по-малко от американската политическа сцена, макар да пише през 1974 книга озаглавена „Забележки върху Политиката на Разведряване“ относно изслушването от Американската Сенатска комисия по въпроса за Чуждестранните отношения.

## Критика
Фром е понякога смятан, както за радикален, така и за „революционен“ мислител (особено заради коментарите си по Маркс), но тъй като някои от неговите твърдения на места са спорни или засягат спорни теми, като например книгата му за Работническата класа във Ваймарска Германия, която той пише докато е все още в Нацистка Германия, така че той има своите критици, но също и доброжелатели. Известният философ Херберт Маркузе, като негов бивш колега от Франкфуртския институт за социални изследвания в Германия (тоест след като Ерих Фром напуска Германия) е негов основен критик: показателна за това е статията му Отговор към Ерих Фром публикувана в сп. Дисент. „В своята популярна статия „Критика на неофройдисткия ревизионизъм“ Маркузе обсъжда, че макар ранните работи на Фром наистина да са радикални, неговата късна психология е всъщност конформистка по характер. Отхвърляйки теорията на Фройд за либидото и определени моменти в неговата метапсихология, Фром, Х. С. Съливан и Карен Хорни, пише Маркузе, са лишили психоанализата от нейните най-критични концепции, като са я лишили от „концептуалната основа извън установената система“ и на нейно място са предложили идеалистична етика, която проповядва адаптация към установения ред (status quo)“ . Като смущаващ факт в творчеството на Фром трябва да се отбележи също така многократно споменаваното вече негово влечение към объркана религиозност, която е „ни риба, ни рак“, т.е. нито религия, нито добросъвестна просветителска философия. Герхард Хрзановски също пише, че: „…Фром има своето ограничение главно в направление на…липсата на загриженост към клиничните детайли.“
Маурисио Кортина твърди, че противоположността на описаната от Фром биофилия не е некрофилията, а депресията, която в крайните случаи води човека да чувството, че е мъртъв, което той различава от активното желание да разрушаваш и привличане към всичко, което е мъртво. Въпреки това, той признава наличието на такива некрофилни характери като Хитлер и Химлер, които са описани от Фром в „Анатомия на човешката деструктивност“. Майкъл Макоби, сътрудник на Фром по изследване на социалния характер в мексиканското село пише, че понякога Фром смесва двата начина на анализ – пророческия и аналитичния и това не винаги води до адекватни анализи.

#### Издадени на български книги
Много от книгите на Фром са преведени и издадени на български език:
- Изкуството да бъдеш, издателство „Кибеа“, 1999, ISBN 954-474-161-5; (ориг. на анг. език „The Art of Being“, 1993)
- Изкуството да обичаш, издателство „Кибеа“, 2000, ISBN 954-474-235-2; (ориг. на анг. език „The Art of Loving“, 1956)
- Душата на човека, издателство „Кибеа“, 2000, ISBN 954-474-191-7; (ориг. на анг. език „The Heart of Man, its genius for good and evil“, 1964)
- Бягство от свободата, издателство „Захарий Стоянов“, 2001, ISBN 954-9559-48-3, второ издание: ISBN 954-739-671-4, 2005; (ориг. на американски анг. език „Escape from Freedom“ (US), британски английски „Fear from Freedom“ (UK), 1941)
- Отвъд веригите на илюзиите, издателство „Захарий Стоянов“, 2002, ISBN 954-739-179-8; (ориг. на анг. език „Beyond the Chains of Illusion: my encounter with Marx and Freud“, 1962)
- Кризата на психоанализата, издателство „Захарий Стоянов“, 2003, ISBN 954-739-373-1; (ориг. на анг. език „The Crisis of Psychoanalysis“, 1970)
- Анатомия на човешката деструктивност, издателство „Захарий Стоянов“, 2003, ISBN 954-739-312-X; (ориг. на анг. език „The Anatomy of Human Destructiveness“, 1973)
- Забравеният език, издателство „Захарий Стоянов“, 2004, ISBN 954-739-463-0; (ориг. на анг. език „Forgotten language; an introduction to the understanding of dreams, fairy tales, and myths“ 1951)
- Душевно здравото общество, издателство „Захарий Стоянов“, 2004, ISBN 954-739-463-0; (ориг. на анг. език „The Sane Society“, 1955)
- Да имаш или да бъдеш, издателство „Кибеа“, 1996, ISBN 954-474-068-6; (ориг. на анг. език „To Have or to Be?“, 1976)
- Мисълта на Фройд — величие и ограничения, издателство „Захарий Стоянов“, 2006, ISBN 954-739-715-X; (ориг. на анг. език „Greatness and Limitation of Freud's Thought“, 1979)
- Изкуството да слушаш, издателство „Захарий Стоянов“, 2004, ISBN 954-739-427-4; (ориг. на анг. език „The Art of Listening“, 1994)
- Да бъдеш човек, издателство „Захарий Стоянов“, 2004, ISBN 954-739-499-1; (ориг. на анг. език „On Being Human“, 1997)
- Душевно здравото общество. Човекът за самия себе си. Отвъд веригите на илюзиите, Том I, издателство „Захарий Стоянов“, 2008, ISBN 978-954-739-996-9
- Мисията на Зигмунд Фройд, издателство „Захарий Стоянов“, 2005, ISBN 954-739-549-1; (ориг. на анг. език „Sigmund Freud's mission; an analysis of his personality and influence“, 1959)
- Човекът за самия себе си, издателство „Захарий Стоянов“, 2005, ISBN 954-739-670-6; (ориг. на анг. език „Man for himself, an inquiry into the psychology of ethics“, 1947)
- Догмата за Христос, издателство „Захарий Стоянов“, 2005, ISBN 954-739-583-1; (ориг. на анг. език („The Dogma of Christ and Other Essays on Religion, Psychology and Culture“, 1963)
- Ще бъдете като богове, издателство „Захарий Стоянов“, 2005, ISBN 954-739-572-6; (ориг. на анг. език „You Shall Be as Gods: a radical interpretation of the Old Testament and its tradition“, 1966)
- Революция на надеждата, издателство „Захарий Стоянов“, 2005, ISBN 954-739-610-2; (ориг. на анг. език „The Revolution of Hope, toward a humanized technology“, 1968)
- Забравеният език. Любов, сексуалност и матриархат: За половете, том II, издателство „Захарий Стоянов“, 2006, ISBN 954-739-855-5
- Любов, сексуалност и матриархат: За половете, издателство „Захарий Стоянов“, 2006, ISBN 954-739-706-0; (ориг. на анг. език „Love, Sexuality and Matriarchy“, 1994)
- Анатомия на човешката деструктивност, том III, издателство „Захарий Стоянов“, 2009, ISBN 978-954-09-0277-7
- Мисълта на Фройд – величие и ограничения. Мисията на Зигмунд Фройд. Кризата на психоанализата. том IV, издателство „Захарий Стоянов“, 2012, ISBN 978-954-09-0539-6
- Сърцето на човека и неговата способност за добро и зло, том V, издателство „Захарий Стоянов“, 2013, ISBN 978-954-09-0597-6
- Дзен-будизъм и Психоанализа. Психоанализа и религия. Ревизия на психоанализата. том VI, издателство „Захарий Стоянов“, 2016, ISBN 978-954-09-0598-3
- За неподчинението и други есета. Може ли човекът да тържествува. Революция на надеждата: към една очовечена технология., том VII, издателство „Захарий Стоянов“, 2020 ISBN 978-954-09-0599-0 (ориг. на анг. език „On Disobedience and other essays“, 1981)

#### Предстоящи заглавия
- Работническата класа във Ваймарска Германия: Психологическо и социологическо изследване, том VIII, издателство „Захарий Стоянов“;
- Бягство от свободата, том IX, издателство „Захарий Стоянов“
- За любовта към живота, том X, издателство „Захарий Стоянов“;
- Изкуството да бъдеш, том XI, издателство „Захарий Стоянов“

#### Критика към Ерих Фром
- Рудинеску Ел., Плон М.: Речник на психоанализата, изд. Лик, 2000 (=Dictionnaire de la psychanalyse)
- Ратнер, Й.: Психоанализа Класиците, изд. Кибеа, 2005 (=Klassiker der Psychoanalyse)
- Маркузе, Хер., Ерос и Цивилизация, ИК Христо Ботев, 1993